# Meniscomorpha ocala
Meniscomorpha ocala là một loài tò vò trong họ Ichneumonidae.